# 阿斯伯里帕克
阿斯伯里帕克（Asbury Park）是美国新泽西州蒙茅斯县的一座城市，根据美国人口调查局2000年统计，共有人口16,930人，其中非裔美国人占62.11%、白人占24.77%。